# Wahlkreis Hohenstein-Ernstthal
Der Wahlkreis Hohenstein-Ernstthal war ein Landtagswahlkreis zur Landtagswahl in Sachsen 1990, der ersten Landtagswahl nach der Wiedergründung des Landes Sachsen. Er hatte die Wahlkreisnummer 56. Für die Landtagswahlen 1994 wurde auch infolge der Kreisreform die Wahlkreisstruktur verändert, zudem wurde die Zahl der Wahlkreise von 80 auf 60 verringert. Das Gebiet des Wahlkreises Hohenstein-Ernstthal wurde auf die Wahlkreise Chemnitzer Land 1 und  Chemnitzer Land 2 aufgeteilt.
Der Wahlkreis umfasste folgende Gemeinden und Städte des Landkreises Hohenstein-Ernstthal: Bernsdorf, Callenberg, Falken, Gersdorf, Heinrichsort, Hermsdorf, Hohenstein-Ernstthal, Kuhschnappel, Langenberg, Langenchursdorf, Lichtenstein/Sa., Lobsdorf, Oberlungwitz, Reichenbach, Rödlitz, St. Egidien, Wüstenbrand

## Ergebnisse
Die Landtagswahl 1990 fand am 14. Oktober 1990 statt und hatte folgendes Ergebnis für den Wahlkreis Hohenstein-Ernstthal:
| Direktkandidat   | Partei (Kürzel) | Erststimmen (%) | Zweitstimmen (%) |
| ---------------- | --------------- | --------------- | ---------------- |
|                  | DA              | -               | 00,5             |
| Albrecht Buttolo | CDU             | 53,7            | 58,2             |
|                  | Chr. L          | -               | 00,6             |
|                  | DBU             | -               | 00,3             |
|                  | DSU             | 05,3            | 03,6             |
|                  | F.D.P.          | 18,5            | 08,0             |
|                  | LL-PDS          | 07,9            | 07,3             |
|                  | NPD             | -               | 00,4             |
|                  | FORUM           | -               | 03,5             |
|                  | RAP             | -               | 00,1             |
|                  | SHB             | -               | 00,1             |
|                  | SPD             | 14,6            | 17,4             |

Es waren 46.324 Personen wahlberechtigt. Die Wahlbeteiligung lag bei 79,9 %. Von den abgegebenen Stimmen waren 2,2 % ungültig. Als Direktkandidat gewählt wurde Albrecht Buttolo (CDU). Er erreichte 53,7 % aller gültigen Stimmen.